# Bipes biporus
Bipes biporus là một loài thằn lằn trong họ Bipedidae. Loài này được Cope mô tả khoa học đầu tiên năm 1894. Nó là loài đặc hữu của Baja California, México. Nó là một trong 4 loài bipes

## Sinh sản
Loài này là loài đẻ trứng và con cái đẻ 1-4 trứng vào tháng Bảy. Chúng chỉ sinh sản dưới lòng đất. Trứng nở sau hai tháng.

## Hình ảnh

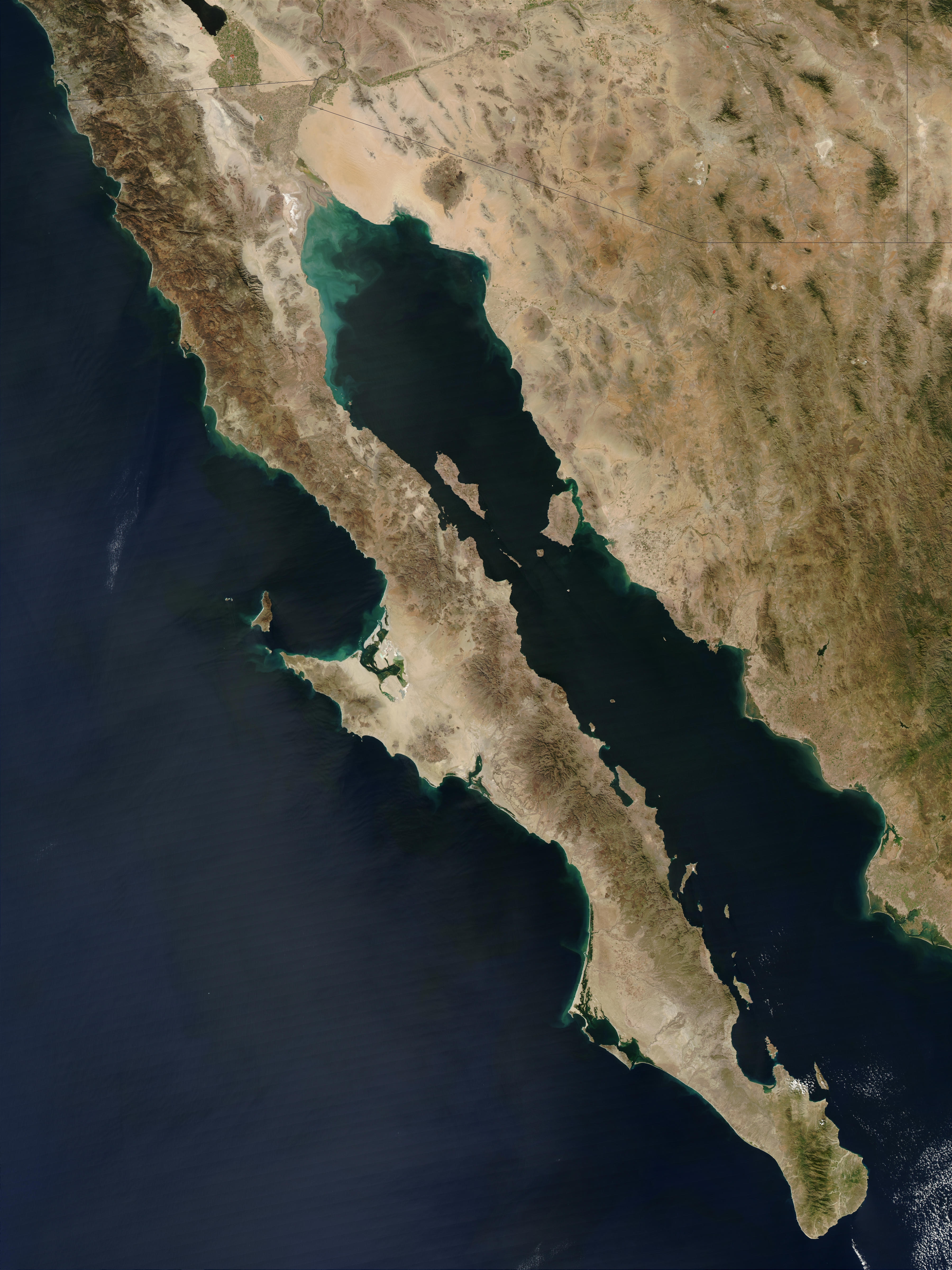